# Pomatorhinus mcclellandi
Pomatorhinus mcclellandi е вид птица от семейство Timaliidae.

## Разпространение
Видът е разпространен в Бангладеш, Бутан, Индия и Мианмар.